# Робърт Ито
Робърт Ито (на английски: Robert Ito) (роден на 2 юли 1931 г.) е канадски актьор от японски произход. Играе ролята на професор Хикита във филма „Приключенията на Букару Банзай“ и се снима в сериали като „Военнополева болница“, „Стар Трек: Следващото поколение“, „Досиетата Х“, „Д-р Куин Лечителката“, „Стар Трек: Вояджър“ и други. Той е и озвучаващ актьор, а едни от по-известните заглавия с негово участие са „Истинските ловци на духове“, „Батман: Анимационният сериал“, „Горгони“, „Супермен: Анимационният сериал“, „Какво ново, Скуби-Ду?“, „Лигата на справедливостта“ и „Аватар: Повелителят на четирите стихии“.